# Брайс, Рассел
Рассел Реджинальд Брайс (англ. Russell Reginald Brice; родился 3 июля 1952 года в городе Крайстчерч, Новая Зеландия) — новозеландский альпинист, руководитель альпинистских экспедиций с 1974 года, предприниматель, владелец туристической компании «Himalayan Experience Ltd.», занимающейся организацией коммерческих восхождений на Джомолунгму. Также является администратором и одним из основателей швейцарской правозащитной общественной организации «Друзья гуманности» (англ. Friends of Humanity). Семь раз восходил на Чо-Ойю и дважды на Джомолунгму (в мае 1997 и в мае 1998 года), а также на семитысячник Хималчули. В 1988 году Рассел Брайс и Гарри Тейлор (англ. Harry Taylor) первыми доподлинно прошли траверс Трёх жандармов в Северо-Восточном гребне Джомолунгмы.

## Биография
В 1991 году Рассел Брайс был организатором первого успешного полёта над вершиной Джомолунгмы на монгольфьерах (проект Star Balloon Over Everest Expedition).
Получил известность как руководитель успешных экспедиций на Джомолунгму, состоявшихся в 2006, 2007 и 2009 годах. Об этих экспедициях телеканалом «Discovery» был снят телесериал «Эверест: за гранью возможного» (англ. Everest: Beyond the Limit); также Рассел Брайс выступал в качестве эксперта в нескольких других фильмах о Гималаях и альпинизме. В одной из тех экспедиций, в 2006 году, на высоте свыше 8000 метров над уровнем моря был найден умирающий Дэвид Шарп, и он также был заснят съёмочной группой «Discovery». Эвакуировать и спасти его не представлялось возможным; однако эта история вызвала скандал и критику в адрес «Discovery» и Рассела Брайса.
В фильме Рассел Брайс утверждал, что 80 % его партнёров по восхождениям погибли. Среди них — британец Марк Дженнингс (англ. Mark Jennings), погибший в 1998 году на Джомолунгме (Брайс обнаружил его тело на высоте 8200 метров); Майкл Райнбергер (англ. Michael Rheinberger), также оставшийся на Джомолунгме в 1994 году; Роб Холл, погибший на той же горе во время трагедии 1996 года.
Женат на французской журналистке Анне Каролине Ремонд (фр. Anne-Caroline Rémond) с 3 декабря 2005 года.